# Montsauche-les-Settons
Montsauche-les-Settons – miejscowość i gmina we Francji, w regionie Burgundia-Franche-Comté, w departamencie Nièvre. W 2013 roku jej populacja wynosiła 543 mieszkańców. Przez gminę przepływa rzeka Cure. 